# Bruno Ahmed
Bruno Ahmed Piemonte Mouaness (Rio de Janeiro, 6 de maio de 1991) é um ator brasileiro.

## Carreira
Descendente de sírios e italianos, estreou no teatro em 2005, aos treze anos, realizando diversas peças como Meninos e Meninas, Esse Alguém Maravilhoso que Amei, Lisbela e o Prisioneiro, Os Melhores Anos das Nossas Vidas e Solidão a Dois. Em 2011 estreou na televisão na telenovela adolescente Rebelde, interpretando Beto, um jovem baderneiro, que se envolve com drogas e engravida a namorada. Entre 2014 e 2015 fez participações especiais em Império, Boogie Oogie, Milagres de Jesus e Malhação: Seu Lugar no Mundo. Em 2016 esteve em Os Dez Mandamentos como Quenaz, que buscava reencontrar seu irmão, separado dele na infância e sofria com as armações do amigo Tales na disputa por Yarin. Em 2018 integrou a minissérie Lia como o príncipe Siquém, que estuprava a personagem de Júlia Maggessi por não ser correspondido e era perseguido pelos irmãos dela.
No mesmo ano entra para Malhação: Vidas Brasileiras, vigésima sexta temporada da série, interpretando Enzo, que tinha que enfrentar o preconceito de namorar uma menina com obesidade, tendo um conflito entre a paixão que sentia e a vergonha de assumi-la perante os outros. Em 2019 integrou a segunda fase de Jezabel como David, que não imagina ser fruto de um estupro.

## Filmografia

### Televisão
| Ano     | Título                       | Personagem                     | Notas                         |
| ------- | ---------------------------- | ------------------------------ | ----------------------------- |
| 2011–12 | Rebelde                      | Roberto Frota (Beto)           |                               |
| 2014    | Em Família                   | Fred (jovem)                   | Episódios: "4–8 de fevereiro" |
| 2014    | Império                      | Pedro                          | Episódio: "21 de julho"       |
| 2015    | Boogie Oogie                 | Léo                            | Episódio: "4 de março"        |
| 2015    | Milagres de Jesus            | Herodes Antipas                | Episódio: "Barrabás"          |
| 2015    | Malhação: Seu Lugar no Mundo | Zig                            | Episódio: "16–28 de dezembro" |
| 2016    | Os Dez Mandamentos           | Quenaz                         |                               |
| 2018    | Lia                          | Principe Siquém                |                               |
| 2018–19 | Malhação: Vidas Brasileiras  | Enzo Vilanova                  | Temporada 26                  |
| 2019    | Órfãos da Terra              | Diego                          | Episódio: "11 de julho"       |
| 2019    | Jezabel                      | David                          |                               |
| 2021    | Genesis                      | Caleb                          | Fase: Jornada de Abraão       |
| 2022    | Reis                         | Alemér, Príncipe dos Filisteus | Fase: A Decepção              |
| 2024    | A Rainha da Pérsia           | Enoch                          |                               |
| 2024    | Amor da Minha Vida           | Thiago                         | Episódio: "Bia..."            |

### Cinema
| Ano  | Título         | Personagem |
| ---- | -------------- | ---------- |
| 2012 | A Novela das 8 | Beto       |

## Teatro
| Ano     | Título                              | Personagem         |
| ------- | ----------------------------------- | ------------------ |
| 2005    | O Diamante de Grão-Mogol            |                    |
| 2006    | Esse Alguém Maravilhoso que Amei    | Juca               |
| 2007    | Lisbela e o Prisioneiro             | Citonho            |
| 2009    | Volte e Meia na Lagoa               |                    |
| 2008    | A Gata Borralheira                  |                    |
| 2010    | Aurora da Minha Vida                |                    |
| 2010–11 | Os Melhores Anos das Nossas Vidas   | Nathan             |
| 2012    | Solidão a Dois                      | Daniel             |
| 2014    | Comum de Dois                       | Vicente            |
| 2015    | Invedere                            | Joseph             |
| 2015    | Meninos e Meninas                   | João               |
| 2016    | Amanhã Vai ser Maior                | Gustavo            |
| 2016–17 | Toda Forma de Amor: O Musical       | Lucas              |
| 2017    | Suspiro Colegial                    | Romeu              |
| 2018    | Auto de São Sebastião               | Soldado Rezende    |
| 2018–19 | Flamengo – Histórias do Rubro-Negro | Vários personagens |

## Prêmios e indicações
| Ano  | Prêmio                            | Categoria   | Trabalho da indicação | Resultado | Ref.   |
| ---- | --------------------------------- | ----------- | --------------------- | --------- | ------ |
| 2015 | Festival de Esquetes de Cabo Frio | Melhor Ator | Invedere              | Indicado  | [ 22 ] |